# Цітелі Клде
Цітелі Клде (груз. წითელი კლდე) — село в Грузії.
За даними перепису населення 2014 року в селі проживає 15 осіб.